# José Bacigaluppi
José Bacigaluppi (scritto anche Bacigalupi o Bacigallupi; ... – 5 ottobre 1931) è stato un dirigente sportivo argentino, presidente del Club Atlético River Plate dal 1921 al 1924 e dal 1928 al 1931.

## Biografia
Bacigaluppi era di origini genovesi, come del resto molti immigrati italiani a Buenos Aires. Entrò a far parte del club nel 1907, divenendone dirigente. Sovraintende al trasferimento del club dal quartiere de La Boca a quello della Recoleta. Durante la sua presidenza il club militò nei campionati dilettantistici allora presenti nel Paese, e, nel 1923, venne inaugurato il primo centro sportivo della società, completo di impianti per varie discipline. Quando, nel 1928, Bacigaluppi rilevò Antonio Zolezzi, i soci del club erano aumentati considerevolmente, e arrivarono fino a 15.000, dai 400 del 1922.